# だいすき!マウス
『だいすき!マウス』は、2005年度から2006年度にNHK教育テレビで放送された、幼児向け教養番組である。

## 概要

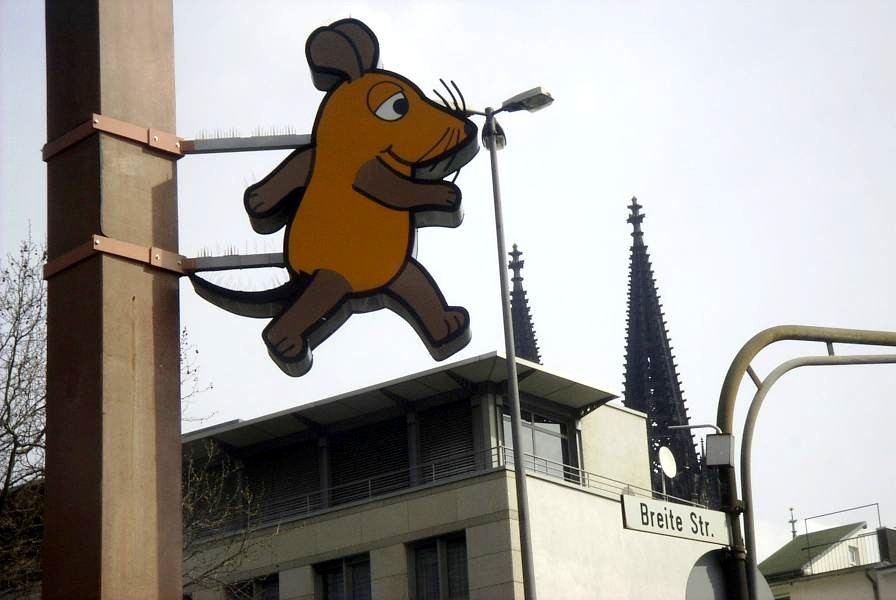
WDR本局所在地である、ケルン市内・ブライテ通りにあるマウスの看板

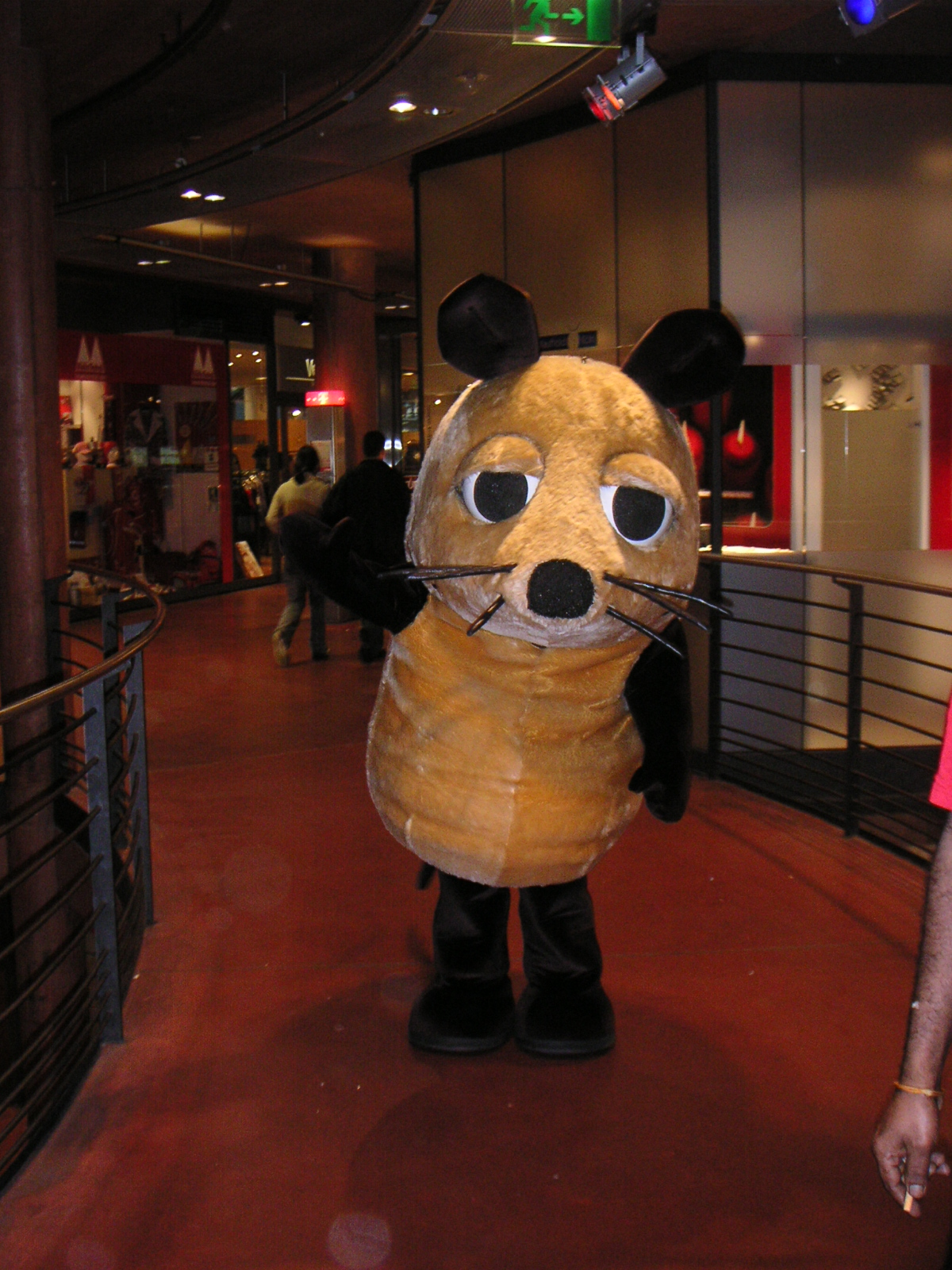
Die Maus
独ケルンのWDR本局にて

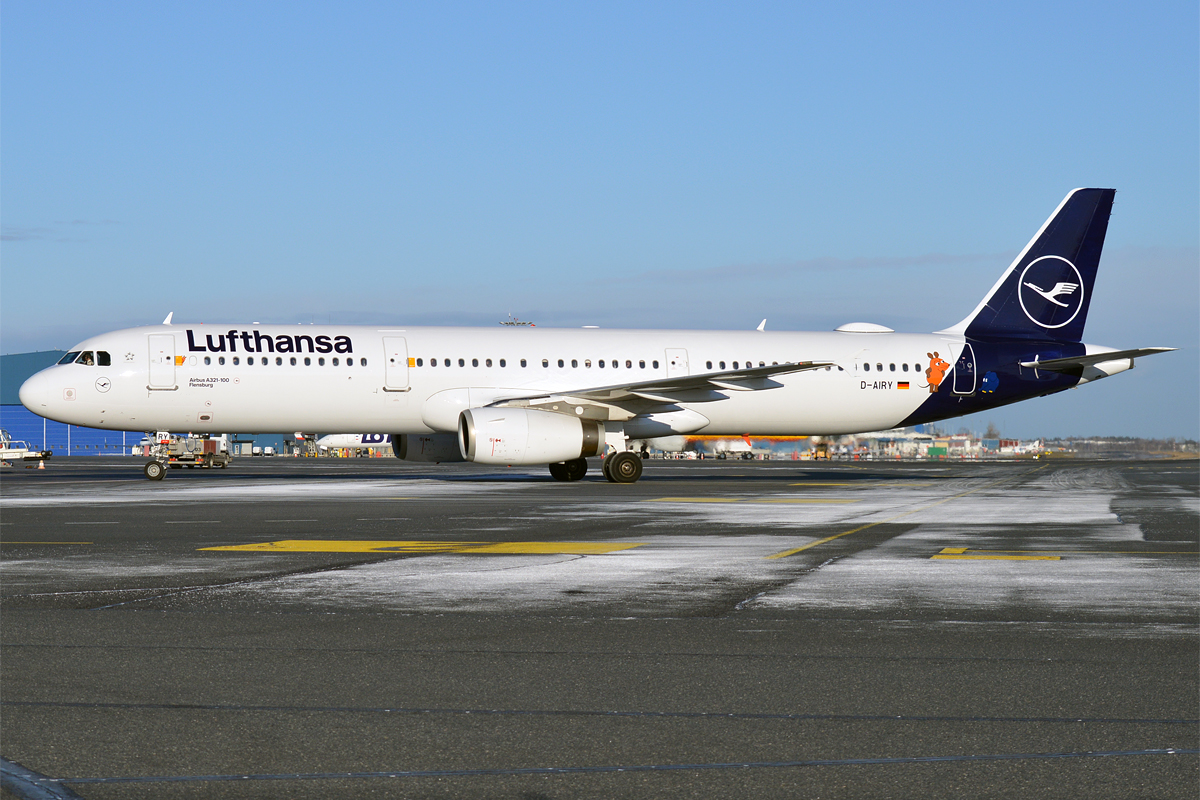
マウスのステッカーが貼られているルフトハンザドイツ航空のエアバスA321-131(D-AIRY)

オープニングとエンディングではネズミのマウスや小さい象のエレファント、アヒルのエンテが登場するアニメ、本編では進行役のクリストフ（ナレーション：村井美樹）が日常の疑問（おもに自然・ものづくり）をわかりやすく解説する。
この番組は日独文化交流の取り組みである「日本の中のドイツ2005/2006」の一環として、西ドイツ時代の1971年から西部ドイツ放送(WDR)により長年にわたって放送されてきた「Die Sendung mit der Maus(ネズミのばんぐみ)」をオリジナルとして提供をうけたNHKが教育テレビで放映した番組である。マウスは「日本の中のドイツ2005/2006」においてドイツ大使館からマスコットに指名されていた。
日本では2006年に放送を終了しているが、ドイツでは現在でも放送が続けられている。マウスは非常に人気のあるキャラクターとして知られている。ドイツ学の教授を目的として創設された獨協大学ではマウスをイメージキャラクターに指定している。

## 放送時間
（時間はいずれもJST）
- 2005年度：毎週月曜日 - 金曜日 7:45 - 7:50、17:20 - 17:25
  - 2005年4月4日 - 5月13日、2005年7月25日 - 8月26日（全50話、放送回数55回）
- 2006年度：毎週月曜日 - 金曜日 7:25 - 7:30、17:00 - 17:05
  - 2006年7月17日 - 9月15日（放送回数45回）

このほか、2005 - 2006年度には「ニャンちゅうワールド放送局」（当時の放送時間は日曜夕方）内でも放送された。

## エピソード
- 第1話：プレッツェル
- 第2話：シートベルト
- 第3話：おふろいっぱいの水をのむラクダ
- 第4話：ギターの弦のむすびかた
- 第5話：ボタン
- 第6話：シーソー
- 第7話：よくはずむボール
- 第8話：ヒマワリ
- 第9話：わたしの部屋は動物園
- 第10話：ポップアップ・ハウス
- 第11話：自転車用ヘルメット
- 第12話：カサ
- 第13話：カモの足は寒くないの?
- 第14話：ねんど
- 第15話：動物の虫歯
- 第16話：レール
- 第17話：ヒトデ
- 第18話：ポテトチップス
- 第19話：ホチキスの芯
- 第20話：ふうせん
- 第21話：アンプ
- 第22話：池のいきもの
- 第23話：ホットプレートと水滴
- 第24話：カワウソ①
- 第25話：カワウソ②
- 第26話：角砂糖
- 第27話：缶切り
- 第28話：種
- 第29話：ふうせん2000個
- 第30話：土の中のいきもの
- 第31話：フライパン
- 第32話：じどうしゃ①
- 第33話：じどうしゃ②
- 第34話：じどうしゃ③
- 第35話：じどうしゃ④
- 第36話：じどうしゃ⑤
- 第37話：コーンフレーク
- 第38話：移動遊園地
- 第39話：氷砂糖
- 第40話：ゴムてぶくろ
- 第41話：万華鏡
- 第42話：かがみ
- 第43話：自転車のタイヤ
- 第44話：ハブラシ
- 第45話：ソリ
- 第46話：乳歯
- 第47話：チーズの穴はなぜあくの
- 第48話：シャボンだま
- 第49話：ガム
- 第50話：砂のお城